# کیومرث ملک‌مطیعی
کیومرث مَلِک‌مطیعی (زادهٔ ۱۳ دی ۱۳۱۵ در بندر انزلی – درگذشتهٔ ۲۱ فروردین ۱۳۸۹ در تهران) نویسنده، کارگردان و بازیگر اهل ایران بود.

## زندگی
کیومرث ملک مطیعی در ۱۳ دی سال ۱۳۱۵ در بندرانزلی زاده شد، او دانش‌آموخته کارگردانی و بازیگری از دانشگاه بود. بازی در تئاتر را سال ۱۳۴۷ در رشت و بازی در سینما را در سال ۱۳۵۰ شروع کرد. او پدر کامران، کیوان و کتایون ملَک مطیعی است.
در کارنامه هنری ۴۱ سالهِ آقای ملک مطیعی آثار بسیار متنوعی دیده می‌شود و وی تا واپسین روزهای زندگی خود دست از فعالیت‌های هنری برنداشت کیومرث ملک مطیعی بازی در فیلم‌هایی نظیر شهر شراب، ماهی‌ها در خاک می‌میرند، کلاغ، نفس بریده و فریاد زیر آب را در کارنامه خود دارد که همه مربوط به سال‌های قبل از انقلاب هستند. همچنین از دیگر فیلم‌های این بازیگر هم می‌توان به تفنگ شکسته، میهمانی خصوصی، جنگل‌بان، معما، ترن، آوای دریا، الو الو من جوجوام، عروس فراری، خروس جنگی و پسر آدم دختر حوا اشاره کرد.
ملک مطیعی از نیمه دوم دهه هفتاد در تلویزیون فعال شد و در تلویزیون هم بازی‌های خوبی را از خود برجای گذاشت. محبوب‌ترین نقش تلویزیونی ملک مطیعی نقش غلام شیش‌لول بند در مجموعه طنز زیر آسمان شهر بود. وی از سال ۸۰ تا ۸۱ خورشیدی در سه فصل مختلف این سریال به کارگردانی مهران غفوریان نقش آفرینی کرد.
دایی جان ناپلئون، گل پامچال، تعطیلات نوروزی، روزگار جوانی، پس از باران، مدار صفر درجه و مدرسه ما هم پربیننده‌ترین کارهای او در تلویزیون کشور به‌شمار می‌آیند.
کیومرث ملک مطیعی در سال ۱۳۵۷ خورشیدی در فیلمی تلویزیونی بنام دنیا خانه من است در نقش پدر شعر نو پارسی نیما یوشیج ایفای نقش کرده‌است. دنیا خانه من است در نوزدهمین سالگرد درگذشت علی اسفندیاری ملقب به نیما یوشیج به کارگردانی کیومرث درم بخش از شبکه دوم تلویزیون ملّی ایران پخش شد.
آخرین کارهایی هم که وی در آن‌ها ایفای نقش کرد، فیلم‌های سینمایی حلقه‌های ازدواج و گل بارون (هردو به کارگردانی شاهین باباپور) و فیلم تلویزیونی دخترقلعه با بازی سحر ولد بیگی به کارگردانی حمید اکرمی هستند که هرسه در سال ۱۳۸۸ ساخته شدند.
فرزاد فرزین برای بخشی از نماهنگ شراره از کیومرث ملک مطیعی و ملکه رنجبر استفاده کرده بود ولی این صحنه در نسخه پایانی این موزیک ویدیو حذف شد.
کیومرث ملک مطیعی تِکنسیَن شرکت توانیر نیز بوده‌است.

## درگذشت
ملک مطیعی در روز شنبه ۲۱ فروردین ۱۳۸۹ ساعت ۱۴:۵۰ بعدازظهر بر اثر ایست قلبی در بیمارستان شریعتی تهران درگذشت. و پیکرش  در قطعه هنرمندان بهشت زهرای تهران به خاک سپرده شد. او مدتی به علت بیماری مشکلات گوارشی نیز در همین بیمارستان بستری بوده‌است.
به گفته فرزند او کامران، کیومرث ملک مطیعی در واپسین روزهای زندگی خود در گفتگو با یکی از نشریه‌ها گفته‌است؛ «نصیب ما از حمایت مسئولان در ایران، تنها یک قبر مجانّی است که به ما تعلق می‌گیرد» هم چنین فریبرز عرب نیا در طی گفتگویی در برنامه هفت با فریدون جیرانی دربارهٔ ملک مطیعی می‌گوید که مرحوم کیومرث ملک مطیعی تا آخرین دم از زندگی خود روی هم رفته حدود ۱۱ میلیون تومان از تهیه‌کنندگانی که مجوز کار دارند و شناخته شده هستند، طلب داشته‌است.
پیکر این هنرمند نامی در نهایت ۲۴ فروردین  ۱۳۸۹ تشییع و در قطعه ۸۸، ردیف ۱۴۵، شماره ۲۷ به آغوش خاک آرمیده شد.

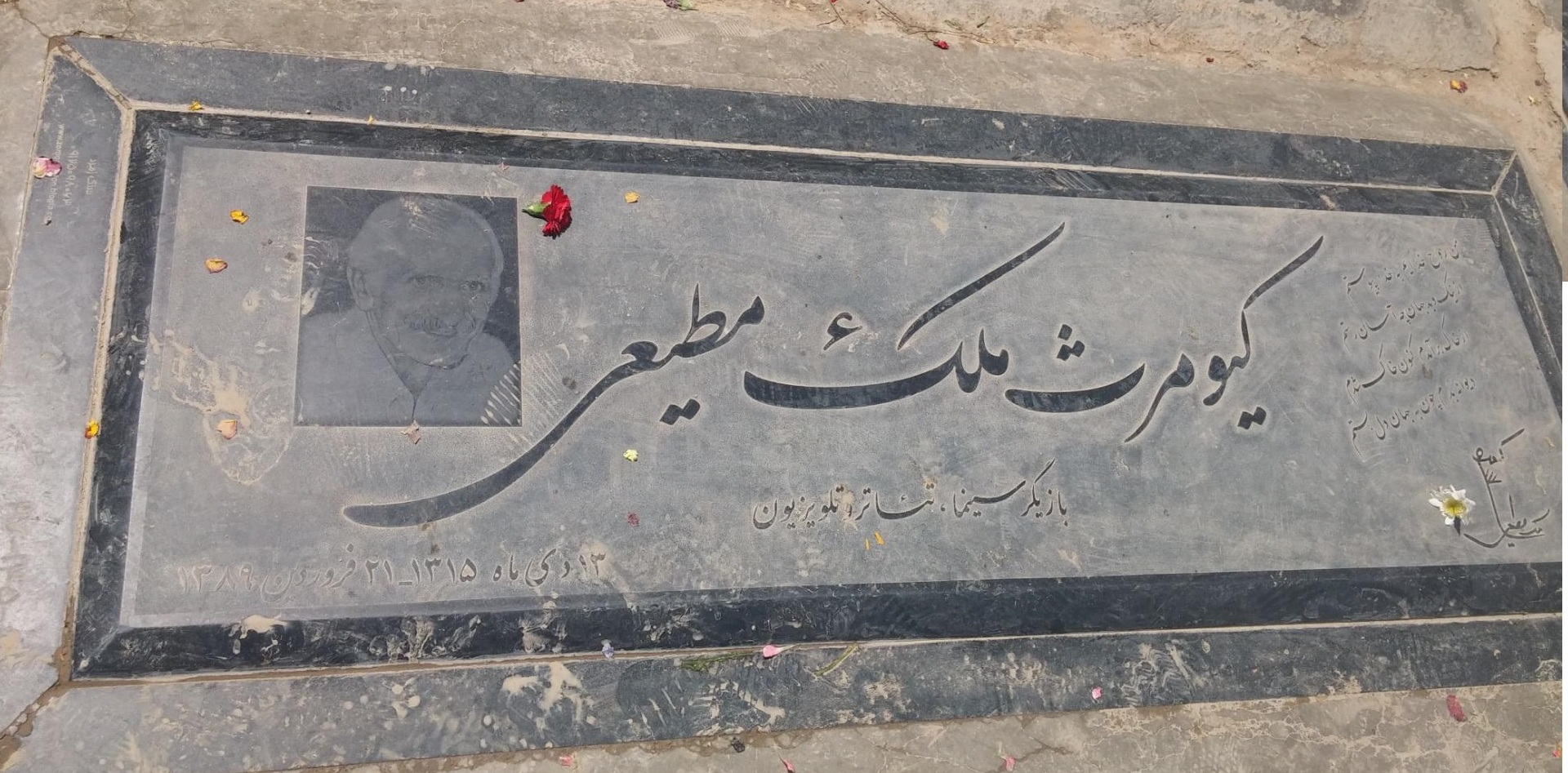
هنرمند فقید،کیومرث ملک مطیعی

## آثار

### فیلم‌های سینمایی
| سال  | نام                      | کارگردان                     |
| ---- | ------------------------ | ---------------------------- |
| ۱۳۸۸ | چراغ قرمز                | علی غفاری                    |
| ۱۳۸۸ | حلقه‌های ازدواج           | شاهین باباپور                |
| ۱۳۸۷ | گل بارون                 | شاهین باباپور                |
| ۱۳۸۷ | پسر آدم، دختر حوا        | رامبد جوان                   |
| ۱۳۸۷ | صبح روز هفتم             | مسعود اطیابی                 |
| ۱۳۸۷ | کلانتری غیرانتفاعی       | یدالله صمدی                  |
| ۱۳۸۶ | خروس جنگی                | مسعود اطیابی                 |
| ۱۳۸۵ | قاعده بازی               | احمدرضا معتمدی               |
| ۱۳۸۳ | عروس فراری               | بهرام کاظمی                  |
| ۱۳۸۲ | مقصد                     | ادیب خانی                    |
| ۱۳۷۴ | فردا روز دیگری است       | روح‌الله خوشکام               |
| ۱۳۷۳ | الو الو من جوجوام        | مرضیه برومند                 |
| ۱۳۷۳ | دیدار                    | محمدرضا هنرمند               |
| ۱۳۶۹ | آوای دریا                | رجمان رضایی                  |
| ۱۳۶۶ | ترن                      | امیر قویدل                   |
| ۱۳۶۶ | جنگلبان                  | منوچهر حقانی پرست            |
| ۱۳۶۶ | سرزمین آرزوها            | مجید قاری زاده               |
| ۱۳۶۵ | بگذار زندگی کنم          | شاپور قریب                   |
| ۱۳۶۵ | معما                     | حسین زندباف                  |
| ۱۳۶۵ | میهمانی خصوصی            | حسن هدایت                    |
| ۱۳۶۴ | تفنگ شکسته               | مهدی معدنیان                 |
| ۱۳۶۳ | راه دوم                  | حمید رخشانی                  |
| ۱۳۶۳ | مردی که زیاد می‌دانست     | یدالله صمدی                  |
| ۱۳۶۲ | بازجویی یک جنایت         | محمدعلی سجادی                |
| ۱۳۶۲ | شیلات                    | محمدرضا میرلوحی              |
| ۱۳۶۲ | مرگ سفید                 | حسین زندباف                  |
| ۱۳۶۱ | سفیر                     | فریبرز صالح                  |
| ۱۳۶۰ | برنج خونین               | امیر قویدل، اسدالله نیک نژاد |
| ۱۳۶۰ | پیکرتراش - از عوج تا اوج | محمدرضا ممجد                 |
| ۱۳۶۰ | جاده                     | محمدعلی سجادی                |
| ۱۳۶۰ | دست شیطان                | محمدعلی سجادی                |
| ۱۳۵۹ | سرباز اسلام              | امان منطقی                   |
| ۱۳۵۹ | طلوع انفجار              | پرویز نوری                   |
| ۱۳۵۸ | فریاد مجاهد              | مهدی معدنیان                 |
| ۱۳۵۷ | سایه‌های بلند باد         | بهمن فرمان آرا               |
| ۱۳۵۷ | سرخپوست‌ها                | غلامحسین لطفی                |
| ۱۳۵۷ | نفس بریده                | سیروس الوند                  |
| ۱۳۵۶ | صبح خاکستر               | تقی مختار                    |
| ۱۳۵۶ | طوطی                     | زکریا هاشمی                  |
| ۱۳۵۶ | چنین کنند حکایت          | محمدرضا اصلانی               |
| ۱۳۵۶ | فریاد زیر آب             | سیروس الوند                  |
| ۱۳۵۶ | فریاد عشق                | حسین قاسمی وند               |
| ۱۳۵۶ | سکه                      | محمد متوسلانی                |
| ۱۳۵۶ | کلاغ                     | بهرام بیضایی                 |
| ۱۳۵۶ | ماهی‌ها در خاک می‌میرند    | محمد دلجو، امیر مجاهد        |
| ۱۳۵۵ | شهر شراب                 | فتح‌الله منوچهری              |
| ۱۳۵۰ | یک چمدان سکس             | محمد متوسلانی                |

### فیلم کوتاه
| سال  | نام      | کارگردان      |
| ---- | -------- | ------------- |
| ۱۳۵۴ | پسر شرقی | مسعود کیمیایی |

### ویدیویی
| سال  | نام         | کارگردان       |
| ---- | ----------- | -------------- |
| ۱۳۸۸ | به روح پدرم | سیدجواد رضویان |

### تلویزیون
| سال       | نام                            | کارگردان                | توضیحات                                                                                             |
| --------- | ------------------------------ | ----------------------- | --------------------------------------------------------------------------------------------------- |
| ۱۳۸۸      | تله‌فیلم «دخترقلعه»             | حمید اکرمی              | |
| ۱۳۸۸      | تله فیلم ویلای پرماجرا         | مهرداد محتشمی           | شبکه تهران                                                                                          |
| ۱۳۸۷–۱۳۸۸ | هوش سیاه - سری اول             | مسعود آب پرور           | شبکه ۳                                                                                              |
| ۱۳۸۸–۱۳۸۷ | شب هزارویکم                    | علی بهادر               | شبکه ۱                                                                                              |
| ۱۳۸۷      | تله فیلم خواب فروش             | شهاب عباسی              | شبکه ۳                                                                                              |
| ۱۳۸۷      | مأمور بدرقه                    | سعید سلطانی             | ماه رمضان ۸۷ از شبکه تهران پخش شد.                                                                  |
| ۱۳۸۷      | جاده در دست تعمیر              | حسین تبریزی             | شبکه ۲                                                                                              |
| ۱۳۸۷      | مدرسه ما                       | داریوش یاری             | شبکه ۲                                                                                              |
| ۱۳۸۷      | تله فیلم آشیانه‌ای برای زندگی   | حمید طالقانی            | به مناسبت روز پدر، پخش از شبکه ۱                                                                    |
| ۱۳۸۷      | تله فیلم خانه اسرارآمیز        | رحیم بهبودی فر          | شبکه ۲                                                                                              |
| ۱۳۸۷–۱۳۸۶ | پاتوق                          | شاهین باباپور           | در برنامه خانواده شبکه ۱ پخش شد.                                                                    |
| ۱۳۸۶      | چی چی ناقلا                    | سهیل موفق               | در اسفند ۸۶ از شبکه تهران پخش شد.                                                                   |
| ۱۳۸۶      | گذر میرزا                      | محمد اعلمی              | شبکه تهران                                                                                          |
| ۱۳۸۶      | تله فیلم آماده باش             | بهرنگ توفیقی            | شبکه ۱                                                                                              |
| ۱۳۸۶      | تله‌فیلم «پرونده‌ای برای دو نفر» | جواد افشار              | نام‌های قبلی این تله‌فیلم «مواظب درجه‌هایت باش» و «نگاهی دیگر» بود و در هفتهٔ ناجا از شبکه ۲ پخش شد.    |
| ۱۳۸۶      | مدار صفر درجه                  | حسن فتحی                | شبکه ۱                                                                                              |
| ۱۳۸۵–۱۳۸۶ | به همین سادگی                  | افشین اربابی            | نوروز ۸۶ از شبکه تهران پخش شد.                                                                      |
| ۱۳۸۵      | تله فیلم تعطیلات پردردسر       | شهاب عباسی              | شبکه تهران                                                                                          |
| ۱۳۸۴–۱۳۸۵ | طبقه دوم                       | شاهین باباپور           | تولید شبکه تهران و سیمای مرکز سمنان                                                                 |
| ۱۳۸۴      | ماه شب چهارده                  | محمدعلی طالبی           | در برنامه کودک و نوجوان شبکه ۲ پخش شد.                                                              |
| ۱۳۸۴      | استاد خرناس                    | داریوش کاردان           | شبکه ۳                                                                                              |
| ۱۳۸۴      | تله فیلم رها                   | شاهین باباپور           | شبکه ۱                                                                                              |
| ۱۳۸۴      | ماجراهای شهرک ترافیک           | مریم مصفا، سهیل موفق    | جمعه‌ها در برنامه کودک و نوجوان شبکه ۲ پخش می‌شد.                                                     |
| ۱۳۸۴–۱۳۸۳ | ماجراهای چموش و خموش           | شاهین باباپور           | برنامه کودک و نوجوان شبکه ۲                                                                         |
| ۱۳۸۳      | شبکه سه و نیم                  | داریوش کاردان           | شبکه ۳                                                                                              |
| ۱۳۸۳      | ماجراهای تقی جان               | مرضیه محبوب             | در برنامه کودک و نوجوان شبکه ۲ پخش می‌شد.                                                            |
| ۱۳۸۳      | مسابقه شمارش معکوس             | حمید کوهپایی            | در تابستان ۸۴ از شبکه ۲ پخش شد. در سمت داوری مسابقه.                                                |
| ۱۳۸۳–۱۳۸۲ | مزرعه کوچک                     | سیروس مقدم              | در تابستان ۸۴ از شبکه ۱ پخش می‌شد.                                                                   |
| ۱۳۸۲      | ورود ممنوع ممنوع               | مهران غفوریان           | شبکه تهران/ تولید این مجموعه نیمه کاره ماند.                                                        |
| ۱۳۸۲      | هدیه خدا                       | محمد عیوضی              | در برنامه کودک و نوجوان شبکه ۱ پخش شد.                                                              |
| ۱۳۸۱      | شبکه                           | محمود عزیزی             | شبکه ۲                                                                                              |
| ۱۳۸۱      | زیر آسمان شهر - سری سوم        | مهران غفوریان           | شبکه ۳                                                                                              |
| ۱۳۸۰      | زیر آسمان شهر - سری دوم        | مهران غفوریان           | شبکه ۳                                                                                              |
| ۱۳۸۰      | زیر آسمان شهر - سری اول        | مهران غفوریان           | شبکه ۳                                                                                              |
| ۱۳۸۰      | راز شیوا                       | پرویز حسن‌پور            | شبکه ۳                                                                                              |
| ۱۳۷۹–۱۳۸۰ | دانشسرا                        | محمد عمرانی             | در برنامه خانواده شبکه ۱ پخش می‌شد.                                                                  |
| ۱۳۷۹      | داستان‌های نوروز                | مرضیه برومند            | نوروز ۸۰ از شبکه ۱ پخش می‌شد.                                                                        |
| ۱۳۷۹      | دختران                         | اصغر توسلی              | شبکه تهران/ بازی در اپیزود «رو در رو»                                                               |
| ۱۳۷۹      | همسایه‌ها                       | محمدحسین لطیفی          | شبکه ۳                                                                                              |
| ۱۳۷۹      | مسافر                          | سیروس مقدم              | شبکه تهران                                                                                          |
| ۱۳۷۹      | مثل زندگی                      | بهروز بقایی             | برنامه کودک و نوجوان شبکه ۱                                                                         |
| ۱۳۷۹      | این یک دادگاه نیست             | اصغر توسلی              | شبکه تهران                                                                                          |
| ۱۳۷۹      | خانه ما                        | مسعود کرامتی            | شبکه ۳                                                                                              |
| ۱۳۷۸–۱۳۷۹ | خنده‌خانه                       | کیومرث ملک‌مطیعی         | شبکه ۱/ کارگردان تلویزیونی: «احمد قربانی»                                                           |
| ۱۳۷۸      | قطار ابدی                      | رضا عطاران، بهروز بقایی | شبکه ۳                                                                                              |
| ۱۳۷۷–۱۳۷۹ | پس از باران                    | سعید سلطانی             | شبکه ۳                                                                                              |
| ۱۳۷۷–۱۳۷۸ | بگذار آفتاب برآید              | حسین مختاری             | شبکه ۳                                                                                              |
| ۱۳۷۸–۱۳۷۷ | روزگار جوانی                   | شاپور قریب اصغر توسلی   | شبکه تهران/ فیلمنامه‌نویس:اصغر فرهادی                                                                |
| ۱۳۷۷–۱۳۷۸ | هتل                            | مرضیه برومند            | شبکه تهران/ بازی در اپیزود «همسران»                                                                 |
| ۱۳۷۷      | راز یک خزان                    | فرامرز باصری            | در برنامه «سیمای خانواده» شبکه ۱ پخش می‌شد.                                                          |
| ۱۳۷۶      | گردنبند                        | سیدهاشم میرطالبی        | در ماه رمضان ۷۶ از شبکه ۳ پخش می‌شد.                                                                 |
| ۱۳۷۴–۱۳۷۵ | ناگهان بهار                    | مسعود فروتن             | شبکه ۲                                                                                              |
| ۱۳۷۲      | فردا روز دیگری است             | روح‌الله خوشکام          | سریال ۱۳ قسمتی، کاری از گروه شاهد شبکه ۱ که در دهه فجر پخش شد. (نسخه سینمایی آن، در سال ۷۴ عرضه شد) |
| ۱۳۷۰–۱۳۷۱ | تعطیلات نوروزی                 | خسرو ملکان              | نوروز ۷۱ از شبکه ۱ پخش شد.                                                                          |
| ۱۳۷۰      | بچه‌های وشان (راه)              | بهرام کاظمی             | در برنامه کودک و نوجوان شبکه ۲ پخش شد.                                                              |
| ۱۳۷۰      | گل پامچال                      | محمدعلی طالبی           | شبکه ۱                                                                                              |
| ۱۳۶۹      | آرایشگاه زیبا                  | مرضیه برومند            | شبکه ۲                                                                                              |
| ۱۳۶۳–۱۳۶۴ | ماجراهای آقای خموشیان          | سیروس قهرمانی           | شبکه ۱                                                                                              |
| ۱۳۶۲      | طبل توخالی                     | احمد نجیب‌زاده           | دهه فجر ۱۳۶۲ از شبکه ۱ پخش شد.                                                                      |
| ۱۳۶۲      | حدس بزن                        | محسن احمدی              | شبکه ۱                                                                                              |
| ۱۳۶۱      | تله‌تئاتر «میز»                 | داریوش مؤدبیان          | کارگردان تلویزیونی: «گیتی جوادی»                                                                    |
| ۱۳۶۱      | اشک تمساح                      | احمد نجیب‌زاده           | دهه فجر ۱۳۶۱ از شبکه ۱ پخش شد.                                                                      |
| ۱۳۵۹      | شاه‌دزد                         | احمد نجیب‌زاده           | در بهمن ۱۳۵۹ از شبکه ۱ پخش شد.                                                                      |
| ۱۳۵۶      | به دنبال بنفشه                 | منصور پورمند            | در سال ۱۳۵۶ از شبکه ۱ پخش شد.                                                                       |
| ۱۳۵۴–۱۳۵۵ | دایی‌جان ناپلئون                | ناصر تقوایی             | اولین بار در سال ۱۳۵۵ از شبکه ۱ پخش شد.                                                             |
| ۱۳۵۴      | غریبه                          | محمدعلی زرندی‌فر         | شبکه ۱                                                                                              |
| ۱۳۵۳      | تلخ و شیرین                    | منصور پورمند            | شبکه ۱                                                                                              |

### تئاتر
- ۱۳۴۸ «نادر، پسر شمشیر» بازیگر-مهدی صناعی، تئاتر شهر
- ۱۳۴۹ «مشتی عباد» بازیگر-اسدزاده، تهران لاله زار
- ۱۳۵۰ «محراب» بازیگر-هادی اسلامی، تهران تالار سنگلج
- ۱۳۵۱ «حسن سنتوری» بازیگر-هادی اسلامی، تهران اداره تئاتر خانه نمایش و خانه جوانان تمامی مناطق تهران
- ۱۳۵۳ «زیرگذر لوطی صالح» بازیگر-هادی اسلامی، تهران خانه نمایش تالار اصلی
- ۱۳۵۷ «چرا عاقل کند کاری» بازیگروکارگردان، تهران لاله زار و شهرستان‌ها
- ۱۳۶۳ «طبیب اجباری» نوشته مولیر-بازیگروکارگردان، تهران لاله زار و شهرستان‌ها
- ۱۳۶۵ «داروی جوانی» بازیگروکارگردان، تهران لاله زار و شهرستان‌ها
- ۱۳۶۷ «گیج» بازیگروکارگردان-نوشته مولیر، تهران لاله زار و شهرستان‌ها
- ۱۳۶۷ «دختر چوپان» کارگردان ونویسنده، تهران لاله زار و شهرستان‌ها
- ۱۳۶۸ «خانواده نمونه» بازیگر، کارگردان ونویسنده، تهران لاله زار
- ۱۳۶۸ «ویلای پرماجرا» بازیگر، کارگردان ونویسنده، تهران لاله زار
- ۱۳۶۹ «شیطان» کارگردان، تهران تئاتر نصر
- ۱۳۷۰ «فریب» بازیگر، کارگردان ونویسنده، تهران لاله زار
- ۱۳۷۱ «وقتی سیاه‌مست بیدار می‌شود» بازیگر-دستیارکارگردان-محمود عزیزی، تهران تئاتر نصر